# Калиновка (Носовский район)
Кали́новка (укр. Калинівка) — село в Носовском районе Черниговской области Украины. Население 397 человек. Занимает площадь 1 км². Расположено на реке Бабка (Баба).
Код КОАТУУ: 7423881501. Почтовый индекс: 17143. Телефонный код: +380 4642.

## Власть
Орган местного самоуправления — Калиновский сельский совет. Почтовый адрес: 17145, Черниговская обл., Носовский р-н, с. Калиновка, ул. Шевченко, 2.